# Melicertoides octolabiatis
Melicertoides octolabiatis är en nässeldjursart som beskrevs av Xu, Huang och Chen 1991 . Melicertoides octolabiatis ingår i släktet Melicertoides och familjen Melicertidae. Inga underarter finns listade i Catalogue of Life.